# Museu do Cangaço
O Museu do Cangaço de Serra Talhada é uma instituição cultural de grande importância para a preservação da memória do maior movimento de banditismo social do Brasil. Localizado na terra natal de Lampião, o museu abriga um vasto acervo que conta a história do cangaço de forma rica e detalhada.

## Criação e Desenvolvimento
- Início: Fundado na década de 1990, o museu surgiu da iniciativa de moradores de Serra Talhada que buscavam preservar a memória do cangaço e fortalecer a identidade cultural da região.
- Acervo: Ao longo dos anos, o museu acumulou um acervo riquíssimo, composto por fotografias, armas, documentos, objetos pessoais dos cangaceiros e outros itens que retratam o cotidiano e a trajetória do bando de Lampião.
- Expansão: O museu se consolidou como um importante centro de pesquisa e referência sobre o cangaço, recebendo visitantes de diversas partes do Brasil e do mundo.

## Importância e Impacto
- Preservação da memória: O museu desempenha um papel fundamental na preservação da memória do cangaço, garantindo que as futuras gerações conheçam a história desse período tão marcante da cultura brasileira.
- Turismo: O museu se tornou um dos principais atrativos turísticos de Serra Talhada, atraindo visitantes interessados em conhecer a história do cangaço e a cultura nordestina.
- Pesquisa: O museu oferece um rico material para pesquisas acadêmicas sobre o cangaço, a história do Brasil e a cultura popular.
- Educação: O museu desenvolve diversas atividades educativas, como visitas guiadas, oficinas e palestras, com o objetivo de difundir a história do cangaço e promover a cultura popular.[7]

## Desafios e Perspectivas
- Preservação do acervo: A preservação do acervo é um desafio constante, exigindo investimentos em conservação e restauração.
- Divulgação: O museu busca ampliar sua divulgação e atrair um público cada vez mais diversificado.
- Sustentabilidade: A busca por fontes de financiamento para garantir a sustentabilidade do museu é um desafio contínuo.[8][9]

O Museu oferece uma variedade de atividades para visitantes de todas as idades e interesses. Algumas das principais atividades incluem:
- Visitas guiadas: Guias especializados conduzem os visitantes por todo o museu, explicando a história do cangaço, as peças do acervo e a importância de cada objeto.
- Exposições temáticas: O museu realiza exposições temporárias com temas específicos relacionados ao cangaço, como a vida de Lampião, o cotidiano dos cangaceiros e o impacto social do movimento.
- Oficinas: São oferecidas oficinas de artesanato, música e dança, inspiradas na cultura sertaneja e no universo do cangaço.
- Palestras e debates: O museu promove palestras e debates com historiadores, pesquisadores e especialistas em cultura popular, para aprofundar o conhecimento sobre o tema.[10]
- Projetos educativos: São desenvolvidos projetos educativos para escolas, com o objetivo de levar a história do cangaço para os alunos de forma lúdica e interativa.[11]
- Eventos culturais: O museu realiza eventos culturais, como shows de música regional, apresentações de teatro e dança, e festivais, para celebrar a cultura do sertão.[12]

### Além dessas atividades, o museu também oferece
- Loja: Uma loja com produtos artesanais e souvenirs relacionados ao cangaço, como livros, camisetas, chaveiros e outros objetos decorativos.
- Biblioteca: Uma biblioteca com livros, artigos e documentos sobre o cangaço e a história do sertão.
- Pesquisa: O museu oferece suporte para pesquisas acadêmicas sobre o cangaço, disponibilizando seu acervo para consulta.

As atividades do Museu do Cangaço visam:
- Preservar a memória: Manter viva a memória do cangaço e transmitir esse conhecimento para as futuras gerações.
- Promover a cultura: Valorizar a cultura popular e as tradições do sertão.
- Desenvolver o turismo: Atrair visitantes e fomentar o turismo cultural na região.
- Educacional: Oferecer um espaço de aprendizado e conhecimento sobre a história do Brasil.